# Забрдица
Забрдица је насељено место града Ваљева у Колубарском округу. Према попису из 2022. било је 291 становника.
У овом селу глумац Ненад Јездић обрађује своје имање. Овде се налази ОШ „Свети Сава” ИО Дупљај.

## Демографија
У насељу Забрдица живи 389 пунолетних становника, а просечна старост становништва износи 44,8 година (44,8 код мушкараца и 44,8 код жена). У насељу има 148 домаћинстава, а просечан број чланова по домаћинству је 3,12.
Ово насеље је великим делом насељено Србима (према попису из 2002. године), а у последња три пописа, примећен је пад у броју становника.
|  |

| Демографија | Демографија | Демографија |
| Година      | Становника  | Становника  |
| ----------- | ----------- | ----------- |
| 1948.       | 558         |             |
| 1953.       | 780         |             |
| 1961.       | 702         |             |
| 1971.       | 646         |             |
| 1981.       | 590         |             |
| 1991.       | 491         | 491         |
| 2002.       | 462         | 467         |

| Етнички састав према попису из 2002.‍ | Етнички састав према попису из 2002.‍ | Етнички састав према попису из 2002.‍ | Етнички састав према попису из 2002.‍ | Етнички састав према попису из 2002.‍ |
| ------------------------------------ | ------------------------------------ | ------------------------------------ | ------------------------------------ | ------------------------------------ |
|                                      |                                      |                                      |                                      |                                      |
| Срби                                 | Срби                                 |                                      | 461                                  | 99,78%                               |
| непознато                            | непознато                            |                                      | 1                                    | 0,21%                                |

| Година пописа     | 1948. | 1953. | 1961. | 1971. | 1981. | 1991. | 2002. |
| ----------------- | ----- | ----- | ----- | ----- | ----- | ----- | ----- |
| Број домаћинстава | 105   | 145   | 165   | 169   | 162   | 143   | 148   |

| Број чланова      | 1  | 2  | 3  | 4  | 5  | 6 | 7 | 8 | 9 | 10 и више | Просек |
| ----------------- | -- | -- | -- | -- | -- | - | - | - | - | --------- | ------ |
| Број домаћинстава | 32 | 38 | 20 | 21 | 21 | 9 | 5 | 2 | 0 | 0         | 3,12   |

| Пол    | Укупно | Неожењен/Неудата | Ожењен/Удата | Удовац/Удовица | Разведен/Разведена | Непознато |
| ------ | ------ | ---------------- | ------------ | -------------- | ------------------ | --------- |
| Мушки  | 191    | 36               | 130          | 18             | 5                  | 2         |
| Женски | 208    | 31               | 125          | 39             | 7                  | 6         |
| УКУПНО | 399    | 67               | 255          | 57             | 12                 | 8         |

| Пол    | Укупно                    | Пољопривреда, лов и шумарство | Рибарство                            | Вађење руде и камена | Прерађивачка индустрија       |
| ------ | ------------------------- | ----------------------------- | ------------------------------------ | -------------------- | ----------------------------- |
| Мушки  | 110                       | 68                            | 0                                    | 1                    | 11                            |
| Женски | 66                        | 42                            | 0                                    | 0                    | 8                             |
| УКУПНО | 176                       | 110                           | 0                                    | 1                    | 19                            |
| Пол    | Производња и снабдевање   | Грађевинарство                | Трговина                             | Хотели и ресторани   | Саобраћај, складиштење и везе |
| Мушки  | 1                         | 0                             | 6                                    | 0                    | 7                             |
| Женски | 0                         | 1                             | 2                                    | 0                    | 1                             |
| УКУПНО | 1                         | 1                             | 8                                    | 0                    | 8                             |
| Пол    | Финансијско посредовање   | Некретнине                    | Државна управа и одбрана             | Образовање           | Здравствени и социјални рад   |
| Мушки  | 0                         | 4                             | 0                                    | 3                    | 6                             |
| Женски | 0                         | 5                             | 2                                    | 1                    | 1                             |
| УКУПНО | 0                         | 9                             | 2                                    | 4                    | 7                             |
| Пол    | Остале услужне активности | Приватна домаћинства          | Екстериторијалне организације и тела | Непознато            | Непознато                     |
| Мушки  | 0                         | 0                             | 0                                    | 3                    | 3                             |
| Женски | 1                         | 0                             | 0                                    | 2                    | 2                             |
| УКУПНО | 1                         | 0                             | 0                                    | 5                    | 5                             |

## Галерија
- Село Забрдица - панорама
- Село Забрдица - панорама
- Село Забрдица - панорама
- Село Забрдица - панорама
- Село Забрдица - панорама
- Село Забрдица - панорама
- Село Забрдица - панорама